# Janus Nabil Bakrawi
Janus Nabil Bakrawi (født 23. december 1974) er en dansk skuespiller. Han blev uddannet fra Skandinavisk Teaterskole i 1995. Han havde sin debut i filmen Sinans bryllup i 1996 og har siden har haft roller på blandt andet Dr. Dantes Aveny, Edison Teatret, Betty Nansen Teatret og Det Kongelige Teater mm. Han var i 1998 medforfatter på manuskriptet til filmen Pizza King, medforfatter på filmen Bagland i 2001 og filmen Tvilling 2002, hvor han også spillede hovedrollen overfor Trine Dyrholm. Det var dog i rollen som rebelsk chauffør i tv-serien TAXA, at Bakrawi for alvor brød igennem, efterfulgt af serien Ørnen, Mille og Forbrydelsen II.

## Baggrund
Bakrawi er søn af en polsk mor og en palæstinensisk-jordansk far. Forældrene kom til Danmark i 1960'erne som fremmedarbejdere, men Bakrawi er opvokset både i Jordan, Polen og Danmark. Som 7-årig blev Bakrawi bortført af sin far til Jordan. Bakrawi var, sammen med sin lillebror Martin, i den tro at han skulle på ferie i Tyskland, men faldt i søvn på flyet og vågnede først da var han i Jordan. Moderen tog kontakt til politiet som sporede faderen til Jordan, hvor hun besøgte dem to gange. Som 11-årig vendte Bakrawi til Danmark, efter faderen var blevet lovet immunitet mod retsforfølgelse. I Danmark kom Bakrawi til at bo på et børnehjem (Hummeltoften) i Sorgenfri, mens forældrene stredes om forældremyndigheden. Som 18-årig forlod Bakrawi sin ungdomsinstitution, og begyndte at forfølge skuespillerfaget.

## Karriere
På grund af sin egen opvækst er han med i tv-serien De Bortførte Børn i 2012, hvor han hjælper en forælder, når deres barn er blevet bortført af et familiemedlem. Han hjælper dem med at få dem tilbage, eller om de må få lov til at se barnet.

## Andre aktiviteter
Bakrawi deltog i 2020 i sæson 17 i Vild med dans.
Han dansede med den professionelle danser Karina Frimodt.

## Udvalgt filmografi

### Film
- Nattens engel (1998)
- Sinans bryllup (1996)
- Pizza King (1999) - Manuskript/Medforfatter
- Klatretøsen (2002)
- Tvilling (2003)- Manuskript/Medforfatter
- Cecilie (2007)
- Superbror (2008)
- Lang historie kort (2015)
- Fantasten (2017)
- Hacker (2018)

### Tv-serier
- TAXA (1997-1999)
- Ørnen (2004-2006)
- Mille (2009)
- Forbrydelsen 2 (2009)
- Rita (2012)

### TV-dokumentarserier
- De Bortførte Børn ( 2012-2014)
- Stop nu krigen mor og far (2014)
- Med børnene som våben (2014)
- Janus og skyggedanmark (2015)
- Far, hvem er du? (2017)

## Teater

### . Længe siden, Dr Dante aveny (1998)
. Drengene i skyggen, Teater Edison (1999)
. Lillerød, Dr Dante aveny (2000)
. Coconot, Båd teatret (2001)
. Hamlet, Kronborg slot (2003)
. Frk Julie, Kalejdoskop (2004)
. PIS, Operaen, Det kgl. Teater (2006)
. Sult, Skuespilhuset (2007)
. Moskva d. 7. okt., Betty Nansen Teatret, (2009)
. Medea, Edison teater, (2009)
. The Bollywood trip, K2 (2010)
. Tilbage til ørkenen, Skuespilhuset, (2011)
. Uden vinger, Teater Grob (2017)
. Disgraced, Betty Nansen Teatret (2017)
. I støvet for regnen, Teater Grob (2018)